# Embernagra platensis
El coludo verdón (Embernagra platensis), también denominado cotorra de bañado (en Uruguay), simplemente verdón (en Argentina, Bolivia, Paraguay y Uruguay) o semillero pampa verdón, es una especie de ave paseriforme de la familia Thraupidae, una de las dos pertenecientes al género Embernagra. Anteriormente se situaba en la familia Emberizidae. Es nativa del Cono sur de América del Sur. 

## Distribución y hábitat
Se distribuye ampliamente desde el norte de Bolivia hacia el sur a lo largo de las adyacencias de la cordillera de los Andes hasta el noroeste de Argentina; desde el este de Paraguay y el sureste de Brasil, hacia el sur hasta Uruguay y el norte de la Patagonia argentina (hasta Río Negro).
Esta especie es considerada localmente común en sus hábitats naturales: los humedales con pastizales altos y matorrales dispersos, o campos húmedos con pastizales estacionalmente inundables, principalmente por debajo de los 2500 m de altitud, pero llegando hasta los 3500 m en los Andes.

## Descripción

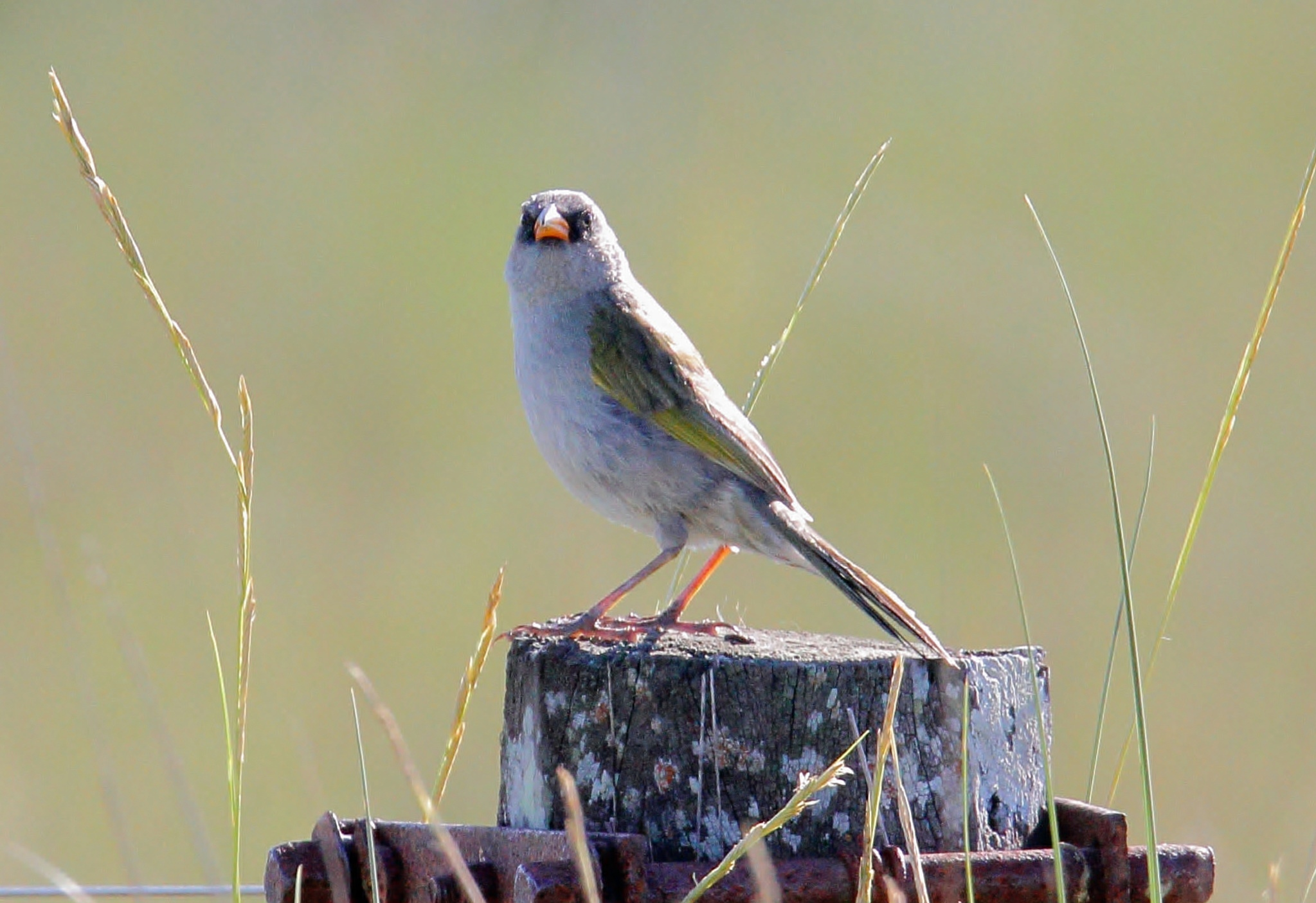
Embernagra platensis platensis

Mide entre 20,5 a 23 cm de longitud. El pico es de color anaranjado vivo con la parte superior negra brillante, lados de la cabeza gris pizarra; el plumaje de las partes superiores es de color verde oliva grisáceo, las alas verde intenso y hombros amarillos; el pecho grisáceo, el vientre blancuzco, los flancos y las coberteras infracaudales son parduzcos. La cola es larga y redondeada, verde oliva por arriba, amarilla olivácea por debajo.

## Comportamiento
Anda en pareja. Se posa sobre yuyos grandes, pajas bravas o matas. Se oculta en los pajonales. Vuela corto y se “zambulle”. En vuelo la cola “flamea”. Busca el alimento en el suelo y entre pastos hasta los 2 m de altura. Tiene un canto fuerte y voces de alarma y contacto.

### Alimentación
Se alimenta de semillas e insectos.

### Reproducción

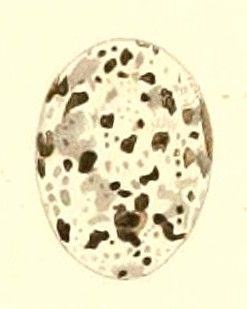
Huevo de Embernagra platensis, ilustración en d'Orbigny Voyage dans l'Amérique méridionale, 1847.

Anida entre pajas o pastos altos, siempre muy cerca del suelo. El nido, oculto y elaborado, tiene forma de taza, en su construcción emplea fibras vegetales, tallos de yuyos, hojas, forrado internamente con fibras finas y sostenido
entre hojas de pajas brava, arbustos o yuyos. La hembra pone dos veces al año tres huevos blancos con algunas manchas castañas.

### Vocalización
El canto es una frase simple y musical, bien aguda, que puede repetirse sin parar, como «gli, glo, gliíit», descendiente hacia el final.

## Sistemática

### Descripción original
La especie E. platensis fue descrita por primera vez por el naturalista alemán Johann Friedrich Gmelin en 1789 bajo el nombre científico Emberiza platensis; la localidad tipo es: «Buenos Aires, Argentina».

### Etimología
El nombre genérico masculino Embernagra es una combinación de los géneros Emberiza, que deriva del alemán antiguo «embritz» utilizado para designar a los pájaros del Viejo Mundo llamados escribanos, y del obsoleto Tanagra que designaba a las tangaras en general; y el nombre de la especie «platensis» se refiere a la localidad tipo Río de la Plata, Argentina.

### Taxonomía
La subespecie E. platensis olivascens ya fue considerada una especie separada, y posteriormente conespecífica con la presente; en el año 2003 se propuso restablecerla como especie plena, pero la Propuesta N° 96 al Comité de Clasificación de Sudamérica (SACC) fue rechazada, argumentando la falta de evidencias de vocalizaciones y genéticas que complementen las diferencias morfológicas presentadas.

### Subespecies

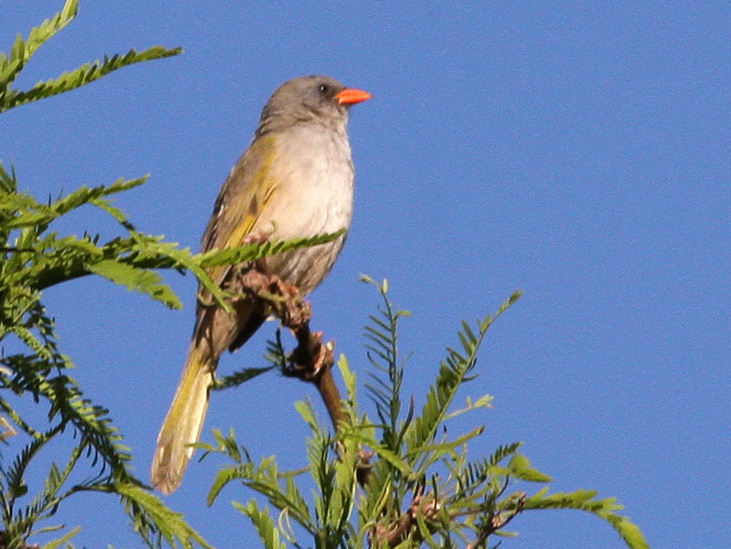
Embernagra platensis olivascens, en Cachi, Salta, Argentina.

Según la clasificación Clements Checklist/eBird v.2019 se reconocen dos subespecies, con su correspondiente distribución geográfica:
- Embernagra platensis olivascens d'Orbigny, 1839 – del sureste de Bolivia al suroeste de Paraguay y noroeste de Argentina.
- Embernagra platensis platensis (Gmelin, 1789) – del sureste de Brasil, este de Paraguay hasta Uruguay y centro de Argentina.

La clasificación del Congreso Ornitológico Internacional (IOC) reconoce otras dos subespecies: 
- Embernagra platensis catamarcana Nores, 1986 – Catamarca, en el noroeste argentino.
- Embernagra platensis gossei Chubb, 1918 –	centro oeste de Argentina.